# Chilesvala
Chilesvala (Tachycineta leucopyga) är en fågel i familjen svalor inom ordningen tättingar.

## Utseende
Chilesvalan känns lätt igen i större delen av utbredningsområdet på rent vit undersida och en stor vit fläck på övergumpen. Ovansidan är blå, vingar och stjärt mörkare. Stjärten är mindre kluven än hos blåvit svala. Ungfågeln är mattare ovan och har ett varierande sotfärgat bröstband.

## Utbredning och systematik
Fågeln häckar i södra Chile och Argentina, flyttar norrut till Bolivia och Brasilien. Dess vetenskapliga artnamn var tidigare Tachycineta meyeni, men leucopyga har visat sig ha prioritet.

## Levnadssätt
Chilesvalan är en vanlig och bekant fågel, från kusten till Andernas förberg och i alla typer av miljöer från öppen skog till stränder. Den ses ofta nära vatten och regelbundet kring byar och städer, ofta tillsammans med den något mindre arten blåvit svala. 

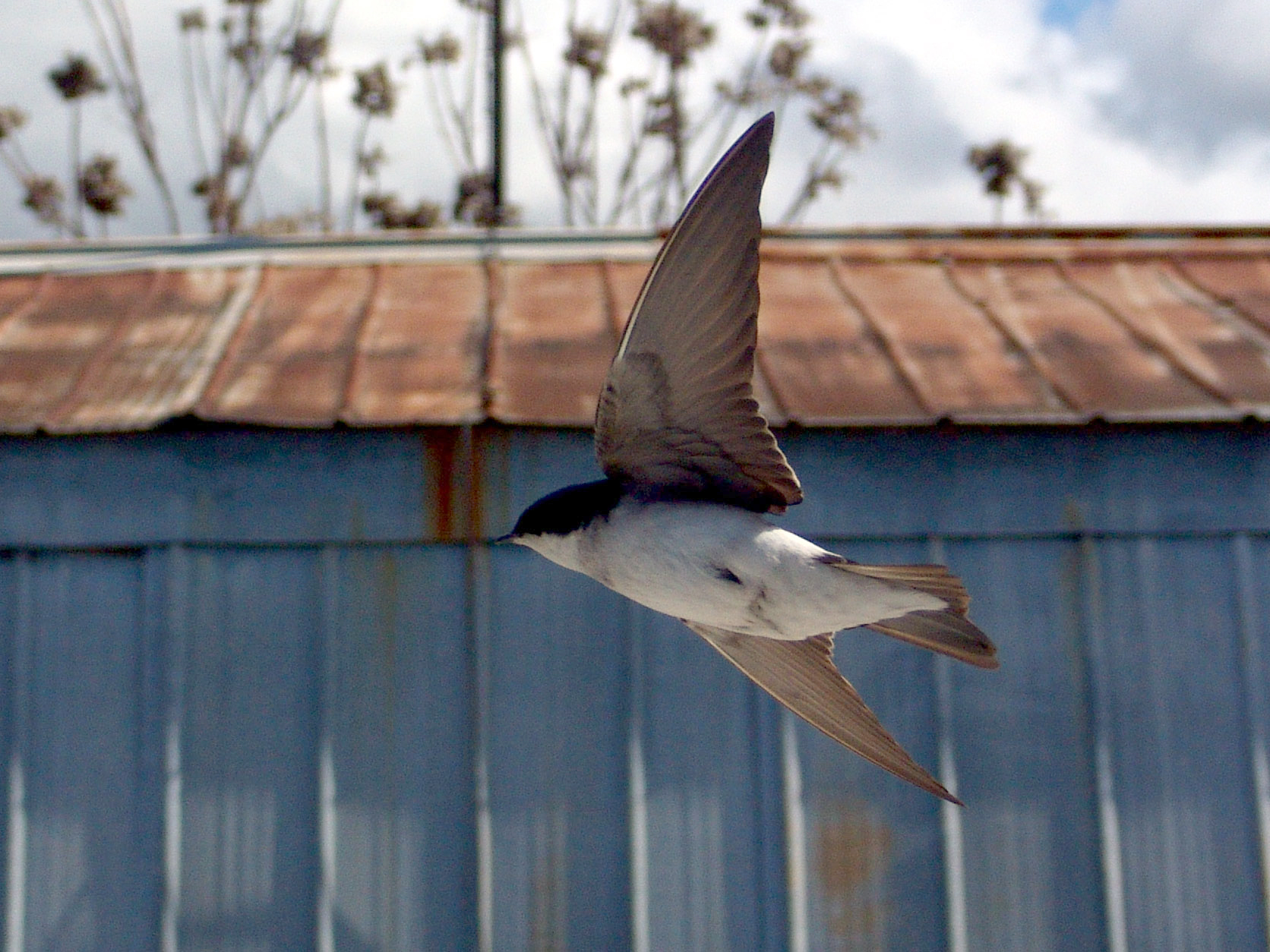

## Status och hot
Arten har ett stort utbredningsområde och tros öka i antal. Internationella naturvårdsunionen IUCN listar den därför som livskraftig (LC).